# 峻嶺公寓

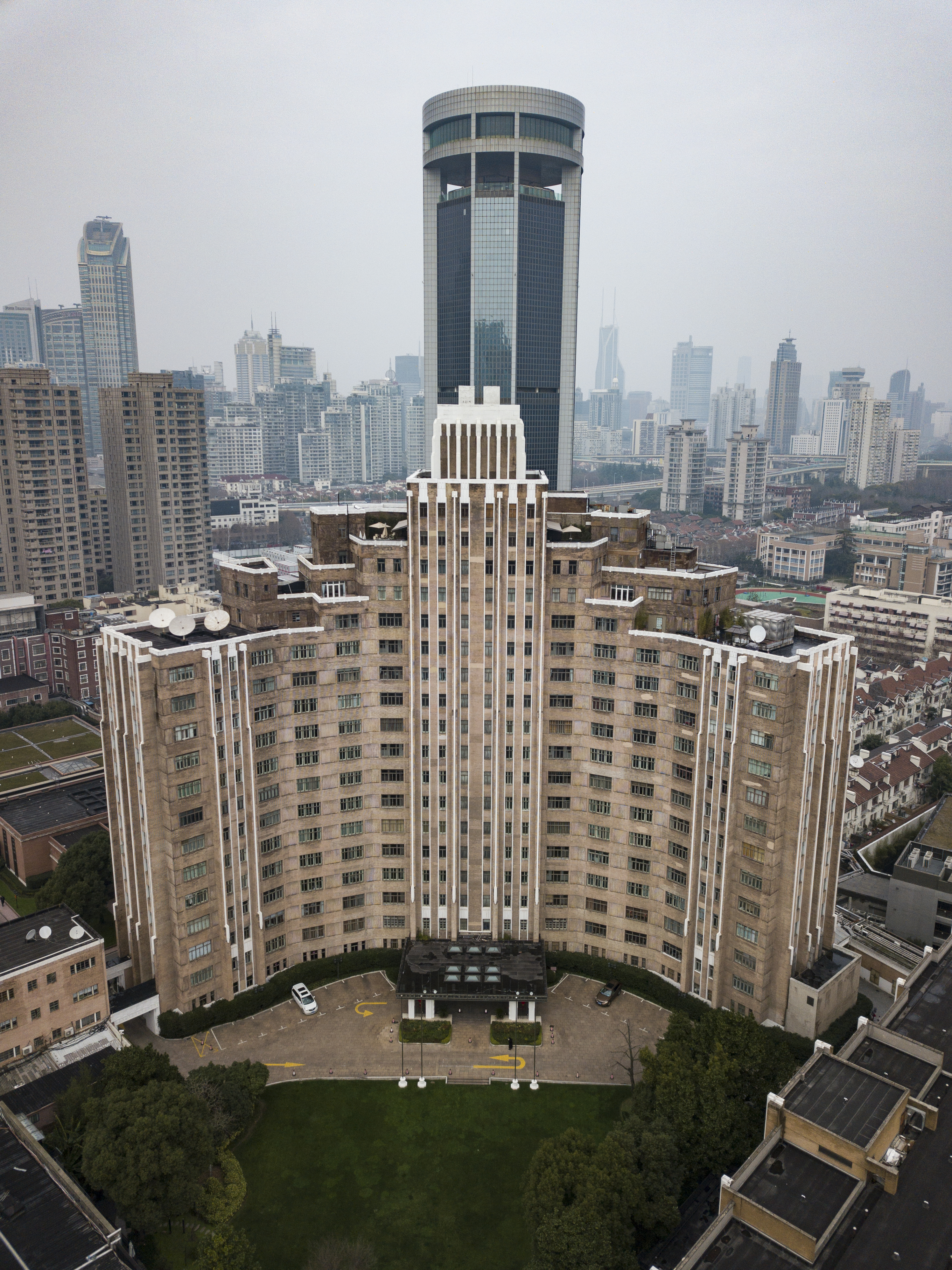
峻嶺公寓

峻嶺公寓（しゅんれいこうぐう）、英語名はグロブナー・ハウス（The Grosvenor House）は、上海市黄浦区にある建築である。峻嶺公寓は華懋公寓と並び、ニュー・サスーンが上海フランス租界の中心部に建設した高級マンションである。
1934年に竣工し、地上は18階建て、地下は3階建て、高さは78メートルである。外観はアール・デコ調である。1956年、峻嶺公寓が上海市政府に接収され、茂名公寓と改名された。1989年，峻嶺公寓が上海市文物保護単位に入選した。